# Mountkeithita
La mountkeithita és un mineral de la classe dels sulfats, que pertany al grup de la glaucocerinita. Anomenat així per D.R. Hudson i M. Bussell en referència al mont Keith, Austràlia, que englova la seva localitat tipus.

## Classificació
Segons la classificació de Nickel-Strunz, la mountkeithita pertany a «07.D - Sulfats (selenats, etc.) amb anions addicionals, amb H₂O, amb cations de mida mitjana només; plans d'octaedres que comparteixen vores» juntament amb els següents minerals: felsőbanyaïta, langita, posnjakita, wroewolfeïta, spangolita, ktenasita, christelita, campigliaïta, devil·lina, ortoserpierita, serpierita, niedermayrita, edwardsita, carrboydita, glaucocerinita, honessita, hidrohonessita, motukoreaita, ramsbeckita, shigaïta, wermlandita, woodwardita, zincaluminita, hidrowoodwardita, zincowoodwardita, natroglaucocerinita, nikischerita, lawsonbauerita, torreyita, mooreïta, namuwita, bechererita, vonbezingita, redgillita, calcoalumita, nickelalumita, kyrgyzstanita, guarinoïta, schulenbergita, theresemagnanita, UM1992-30-SO:CCuHZn i montetrisaïta.

## Característiques
La mountkeithita és un sulfat de fórmula química [(Mg1-xFex3+)(OH)₂][SO₄]x/2·nH₂O. Cristal·litza en el sistema hexagonal. La seva duresa a l'escala de Mohs és 2.

## Formació i jaciments
Sovint es troba com a rebestiment blanc en porositat en serpentines alterades. Ha estat descrita a Austràlia i als Estats Units.